# My name is
«My Name Is» es una canción interpretada por el cantante estadounidense Eminem. En 1999, fue lanzada como el segundo sencillo de su álbum The Slim Shady LP. "My Name Is" fue incluida en el álbum recopilatorio de 2005 Curtain Call: The Hits. En varias entrevistas, el MC de Detroit ha demostrado su desprecio personal hacia la canción.

## Listado de canciones

### Versión original
1. «My Name Is» (Slim Shady Radio Edit)
2. «My Name Is» (Versión explícita)
3. «My Name Is» (instrumental)

### Versiónclean
1. «My Name Is» (Clean Version)
2. «My Name Is» (instrumental)
3. «Just Don't Give» (Clean Version)

### Versión promocional
1. «My Name Is» (Clean Version)
2. «My Name Is» (versión del álbum)
3. «My Name Is» (instrumental)
4. «My Name Is» (a cappella)

## Listas de popularidad
| Lista (1999)                      | Posición más alta |
| --------------------------------- | ----------------- |
| Australian Singles Chart          | 13                |
| Billboard Hot 100                 | 36                |
| Billboard Hot R&B/Hip-Hop Songs   | 18                |
| Billboard Hot Rap Tracks          | 10                |
| Irish Singles Chart               | 4                 |
| Listas musicales de Francia       | 68                |
| Nederlandse Top 40 (Países Bajos) | 17                |
| New Zealand Singles Chart         | 4                 |
| Sverigetopplistan (Suecia)        | 16                |
| Swiss Record Charts               | 29                |
| UK Singles Chart                  | 2                 |
| Ultratop 50 (Flandes)             | 33                |
| VG-lista (Noruega)                | 8                 |
| Ö3 Austria Top 40                 | 24                |